# 상선기
상선기(商船旗, Merchant ensign) 혹은 민선기(民船旗, Civil Ensign)란 선박의 국적(선적, 船籍)을 나타내기 위해서 민간 선박에 게양하는 선기이다. 몇몇 국가에는 요트 클럽이나 요트에 사용되는 특별한 민선기가 있기도 하다.
대부분의 나라는 모든 용도에 사용되는 통일된 도안의 단일 국기와 선기를 가지고 있다. 다른 국가들은 육상에서 사용되는 기가 민선(상선), 관선, 군함에서 사용되는 선기들과 다르다. 이는 영국의 선기가 대표적인데, 육상에서 사용되는 유니언 잭이 있고, 민선기 용도의 '빨강 선기', 관선기 용도의 '파랑 선기', 군함기 용도의 '하양 선기'로 용도에 따라 도안이 구별돼 있다.

## 상선기 목록

가나
가이아나
과테말라
그레나다
나이지리아
뉴질랜드
도미니카 공화국
룩셈부르크
말레이시아
모로코
몰타
모리셔스
바하마
방글라데시
벨기에
사우디아라비아
솔로몬 제도
스리랑카
스위스
슬로베니아
싱가포르
아이티
알바니아
엘살바도르
영국
오스트레일리아
이스라엘
이탈리아
인도
콜롬비아
크로아티아
트리니다드 토바고
파키스탄
폴란드
프랑스
피지
헝가리

## 옛 상선기

그리스 왕국
노르웨이(1844~1898)
루마니아(1866~1989)
불가리아(1946~1990)
스웨덴(1818~1844)
스웨덴(1844~1905)
스페인(1785~1927)
스페인(1927~1931)
스페인(1931~1939)
오스만 제국
오스트리아 제국
오스트리아-헝가리
이탈리아 왕국
인도(1877~1947)
일본(1870~1999)
중화민국
캐나다(1957~1965)
포르투갈 왕국
프랑스 왕국(1661~1790)
헝가리(1921~1946)

## 같이 보기
- 민간기